# Königreich Slawonien (1699–1918)
Königreich Slawonien bezeichnete das vom Ende des 17. Jahrhunderts bis 1918 zur Habsburgermonarchie gehörende Gebiet Slawonien, zwischen den Unterläufen der Flüsse Save und der Drau bis zur Donau.

## Geschichte
Im 16. Jahrhundert in den Türkenkriegen zum Osmanischen Reich gekommen, eroberte Kaiser Leopold I. das Gebiet zurück, und nannte sich seit dem Karlowitzer Frieden 1699 König in Sclavonien – der Übergang zur Benennung Slavonien erfolgte erst im Laufe des 18. Jahrhunderts.
Während der Süden Slawoniens als Militärgrenze zum Osmanischen Reich eingerichtet wurde, kam der Norden großteils als Belohnung in den Besitz von Generälen und Adligen, die sich an den Türkenkriegen beteiligt hatten. Um das fruchtbare, aber durch ständige Kriege im Grenzbereich zum Osmanischen Reich weitgehend entvölkerte Land zu stabilisieren, wurden Wehrbauern und Siedler aus der gesamten Habsburgermonarchie, aber auch aus Donauschwaben und aus den von den Osmanen kontrollierten Teilen Südosteuropas ins Land geholt. Dies führte zu der heute noch ethnisch gemischten Zusammensetzung Slawoniens.
1745 wurde Slawonien mit Kroatien im Dreieinigen Königreich Kroatien, Slawonien und Dalmatien als Nebenland Ungarns vereint. Slawonien war damit ein Teilgebiet Ungarns, partes adnexae im zeitgenössischen ungarischen, regna socia im kroatischen Sprachgebrauch. Von 1767 bis 1777 wurden Kroatien, Slawonien und Dalmatien Illyrien genannt und von einer illyrischen Hofdeputation in Wien regiert.
Nach der Wiederherstellung der ständisch organisierten Komitate in einem großen Teil dieses Gebietes Mitte des 18. Jahrhunderts hatten diese bis 1848 eine Zwischenstellung zwischen Kroatien und dem Königreich Ungarn im engeren Sinne inne, da sie sowohl im kroatischen Landtag als auch im ungarischen Landtag direkt repräsentiert waren.
1848/49 wurden die drei slawonischen Komitate vollständig in das Königreich Kroatien-Slawonien integriert. Dieses war als Ganzes von 1849 bis 1860 ein Kronland der zentral regierten Donaumonarchie. Nach dem Ende des Absolutismus und der Wiedereinberufung des kroatisch-slawonischen ebenso wie des ungarischen Landtages kam es 1867 zum Österreichisch-Ungarischen und 1868 zum Ungarisch-Kroatischen Ausgleich, wodurch Kroatien-Slawonien ein autonomes Land der ungarischen Reichshälfte (Transleithanien) wurde.
Die Gebiete der Militärgrenze längs der Save wurden erst 1881 vollständig in das zivile Kroatien-Slawonien integriert.

### Historische Monographie
- Friedrich Wilhelm von Taube: Historische und geographische Beschreibung des Königreiches Slavonien und des Herzogthumes Syrmien, Band 1. 1777.
- Friedrich Wilhelm von Taube: Historische und geographische Beschreibung des Königreiches Slavonien und des Herzogthumes Syrmien. Band 2. Leipzig 1777 (google.com).
- Friedrich Wilhelm von Taube: Historische und geographische Beschreibung des Königreiches Slavonien und des Herzogthumes Syrmien. Band 3. Leipzig 1778 (google.com).